# Миљановци (Усора)
Миљановци је насељено мјесто у општини Усора, Босна и Херцеговина.

## Историја
До рата је ово насеље било у саставу општине Тешањ.

## Становништво
|             | 2013.       | 1991.          | 1981.           | 1971.           |
| Укупно      | 20 (100,0%) | 1 060 (100,0%) | 3 110 (100,0%)  | 2 388 (100,0%)  |
| Хрвати      | 15 (75,00%) | 107 (10,09%)   | 623 (20,03%)    | 439 (18,38%)    |
| Бошњаци     | 5 (25,00%)  | 939 (88,58%)1  | 2 443 (78,55%)1 | 1 942 (81,32%)1 |
| Југословени | –           | 5 (0,472%)     | 9 (0,289%)      | 1 (0,042%)      |
| Остали      | –           | 5 (0,472%)     | –               | –               |
| Срби        | –           | 4 (0,377%)     | 22 (0,707%)     | 6 (0,251%)      |
| Црногорци   | –           | –              | 13 (0,418%)     | –               |

1. 1 На пописима од 1971. до 1991. Бошњаци су пописивани углавном као Муслимани.